# 新自由党
新自由党（しんじゆうとう）は、かつて存在した日本の政党である。

## 概要
1948年（昭和23年）6月15日、芦田内閣の運営に不満を持つ民主党の小沢専七郎など6議員が離党。17日に日本国民党結成準備会を立ち上げる。
第2回国会（通常国会）閉会後、国民党結成準備会に民主自由党結成に参画しなかった世耕弘一ら6議員が合流し、新自由党結成準備会を立ち上げ。同年12月結党。
宇都宮則綱が離党し、民主党に復党する。
第24回衆議院議員総選挙で小沢、鈴木弥五郎が不出馬、当選者も世耕、寺本斎のわずか2名で大敗。
寺本は自由党結成に参加するため、離党。
第25回衆議院議員総選挙で世耕が落選し、所属議員がいなくなる。同年解党。

## 所属議員
| 自由党から参画        | 自由党から参画        | 自由党から参画        | 自由党から参画         | 自由党から参画     |
| --------------------- | --------------------- | --------------------- | ---------------------- | ------------------ |
| 大滝亀代司（山形1区） | 中野寅吉 （福島2区）  | 川橋豊治郎（京都1区） | 世耕弘一 （和歌山2区） | 榊原亨 （岡山1区） |
| 本田英作 （長崎1区）  |                       |                       |                        |                    |
| 民主党から参画        |                       |                       |                        |                    |
| 鈴木弥五郎（秋田2区） | 小沢専七郎（福島2区） | 長谷川俊一（岐阜1区） | 久保猛夫 （長崎1区）   | 寺本斎 （熊本1区） |
| 宇都宮則綱（大分1区） |                       |                       |                        |                    |